# Michail Maltsev
Mikhail Grigorevich Maltsev, ryska: Михаил Г. Мальцев, född 12 mars 1998, är en rysk professionell ishockeyforward som spelar för HK Spartak Moskva i Kontinental Hockey League (KHL). Han valdes som 102:e totalt av New Jersey Devils i NHL Entry Draft 2016. Han har tidigare spelat för Devils och Colorado Avalanche i National Hockey League (NHL).

## Statistik

### Klubbkarriär
| 2015–16    | Team Russia U18      | MHL        | 29 | 11 | 12 | 23 | 20 | 3  | 0 | 2 | 2 | 0  |
| 2016–17    | SKA-1946             | MHL        | 14 | 5  | 9  | 14 | 2  | 3  | 1 | 1 | 2 | 2  |
| 2016–17    | SKA-Neva             | VHL        | 34 | 2  | 13 | 15 | 21 | 11 | 3 | 2 | 5 | 4  |
| 2017–18    | SKA-1946             | MHL        | 7  | 2  | 0  | 2  | 8  | 1  | 1 | 0 | 1 | 16 |
| 2017–18    | SKA-Neva             | VHL        | 25 | 5  | 12 | 17 | 10 | 20 | 3 | 5 | 8 | 14 |
| 2017–18    | SKA Saint Petersburg | KHL        | 18 | 0  | 5  | 5  | 4  | —  | — | — | — | —  |
| 2018–19    | SKA Saint Petersburg | KHL        | 13 | 1  | 1  | 2  | 0  | 17 | 1 | 2 | 3 | 6  |
| 2018–19    | SKA-Neva             | VHL        | 31 | 7  | 10 | 17 | 16 | —  | — | — | — | —  |
| 2019–20    | Binghamton Devils    | AHL        | 49 | 11 | 10 | 21 | 10 | —  | — | — | — | —  |
| 2020–21    | SKA Saint Petersburg | KHL        | 4  | 0  | 1  | 1  | 2  | —  | — | — | — | —  |
| 2020–21    | New Jersey Devils    | NHL        | 33 | 6  | 3  | 9  | 4  | —  | — | — | — | —  |
| 2020–21    | Binghamton Devils    | AHL        | 1  | 1  | 0  | 1  | 0  | —  | — | — | — | —  |
| 2021–22    | Colorado Eagles      | AHL        | 56 | 17 | 31 | 48 | 38 | 9  | 4 | 2 | 6 | 6  |
| 2021–22    | Colorado Avalanche   | NHL        | 18 | 0  | 0  | 0  | 2  | —  | — | — | — | —  |
| 2022–23    | Colorado Eagles      | AHL        | 28 | 11 | 10 | 21 | 8  | 7  | 3 | 1 | 4 | 0  |
| 2022–23    | Colorado Avalanche   | NHL        | 5  | 0  | 0  | 0  | 0  | —  | — | — | — | —  |
| 2023–24    | Ontario Reign        | AHL        | 21 | 4  | 10 | 14 | 8  | —  | — | — | — | —  |
| 2023–24    | HK Spartak Moskva    | KHL        | 16 | 2  | 9  | 11 | 18 | 11 | 2 | 1 | 3 | 2  |
| KHL totalt | KHL totalt           | KHL totalt | 51 | 3  | 16 | 19 | 24 | 28 | 3 | 3 | 6 | 8  |
| NHL totalt | NHL totalt           | NHL totalt | 56 | 6  | 3  | 9  | 6  | —  | — | — | — | —  |

### Internationellt
| År            | Lag           | Turnering     | Resultat      |   | Matcher | Mål | Assist | Poäng | Utv |
| ------------- | ------------- | ------------- | ------------- | - | ------- | --- | ------ | ----- | --- |
| 2018          | Ryssland      | JVM           | 5:a           | 5 | 0       | 2   | 2      | 6     |     |
| Junior totalt | Junior totalt | Junior totalt | Junior totalt | 5 | 0       | 2   | 2      | 6     |     |

## Meriter och utmärkelser
| Merit                                  | År   |     |
| KHL                                    | KHL  | KHL |
| -------------------------------------- | ---- | --- |
| Continental Cup (SKA Saint Petersburg) | 2017 |     |